# Église Saint-Jean-Baptiste de Montrésor
Vous lisez un « bon article » labellisé en 2015.
Pour un article plus général, voir Collégiale.
Pour les articles homonymes, voir Église Saint-Jean-Baptiste.
L'église Saint-Jean-Baptiste de Montrésor est une ancienne collégiale située à Montrésor dans le département d'Indre-et-Loire en France.
Fondée en 1521 par Imbert de Batarnay, seigneur de Montrésor, qui souhaite en faire la sépulture de sa famille, et dédiée à saint Jean-Baptiste, elle est immédiatement élevée au rang de collégiale et abrite un chapitre de cinq puis douze chanoines. Imbert de Batarnay meurt avant la fin de la construction mais son corps y est finalement inhumé un peu plus tard. À partir de 1700, avec la création de la paroisse de Montrésor, elle assure la fonction d'église paroissiale. À la Révolution française, alors que le chapitre de chanoines s'est fortement réduit depuis un siècle, les derniers d'entre eux se dispersent mais l'église, bien que pillée et victime d'importantes dégradations en 1793, conserve sa fonction paroissiale, qu'elle assure encore au XXIe siècle.
Elle observe le plan assez original d'une croix de Lorraine. Si son architecture est marquée par la fin de l'époque gothique, son décor, extérieur comme intérieur, porte l'empreinte des débuts de la Renaissance française. L'église a fait l'objet de nombreuses restaurations et réparations, notamment dans la seconde partie du XIXe siècle sous l'impulsion de la famille Branicki, et surtout de Xavier Branicki, maire de Montrésor de 1860 à 1870 et généreux mécène pour sa commune. La restauration du tombeau des Batarnay est l'une des interventions les plus symboliques de cette époque, tout comme la décoration intérieure de l'église faisant appel à des tableaux de la Renaissance italienne ou de l'école classique.
Elle est classée au titre des monuments historiques par la liste de 1840 ; elle renferme dix-neuf objets recensés dans la base Palissy des biens mobiliers protégés par le ministère de la Culture et de la Communication.

## Localisation
Située sur le territoire de la commune de Montrésor, à une quinzaine de kilomètres à l'est de Loches, non loin de la limite entre l'Indre-et-Loire et l'Indre, l'église Saint-Jean-Baptiste de Montrésor est implantée à l'est du château de Montrésor et au nord-est du noyau urbain qu'elle a précédé, sur le flanc du coteau de la rive droite d'un méandre de l'Indrois ; elle est supportée par une terrasse artificiellement aplanie à l'altitude de 100 m, dix mètres au-dessus du niveau de la rivière, en léger contrebas du château (106 m). Rompant avec l'orientation habituelle des édifices de culte chrétien, son portail principal est orienté au nord-ouest et son abside pointe vers le sud-est.

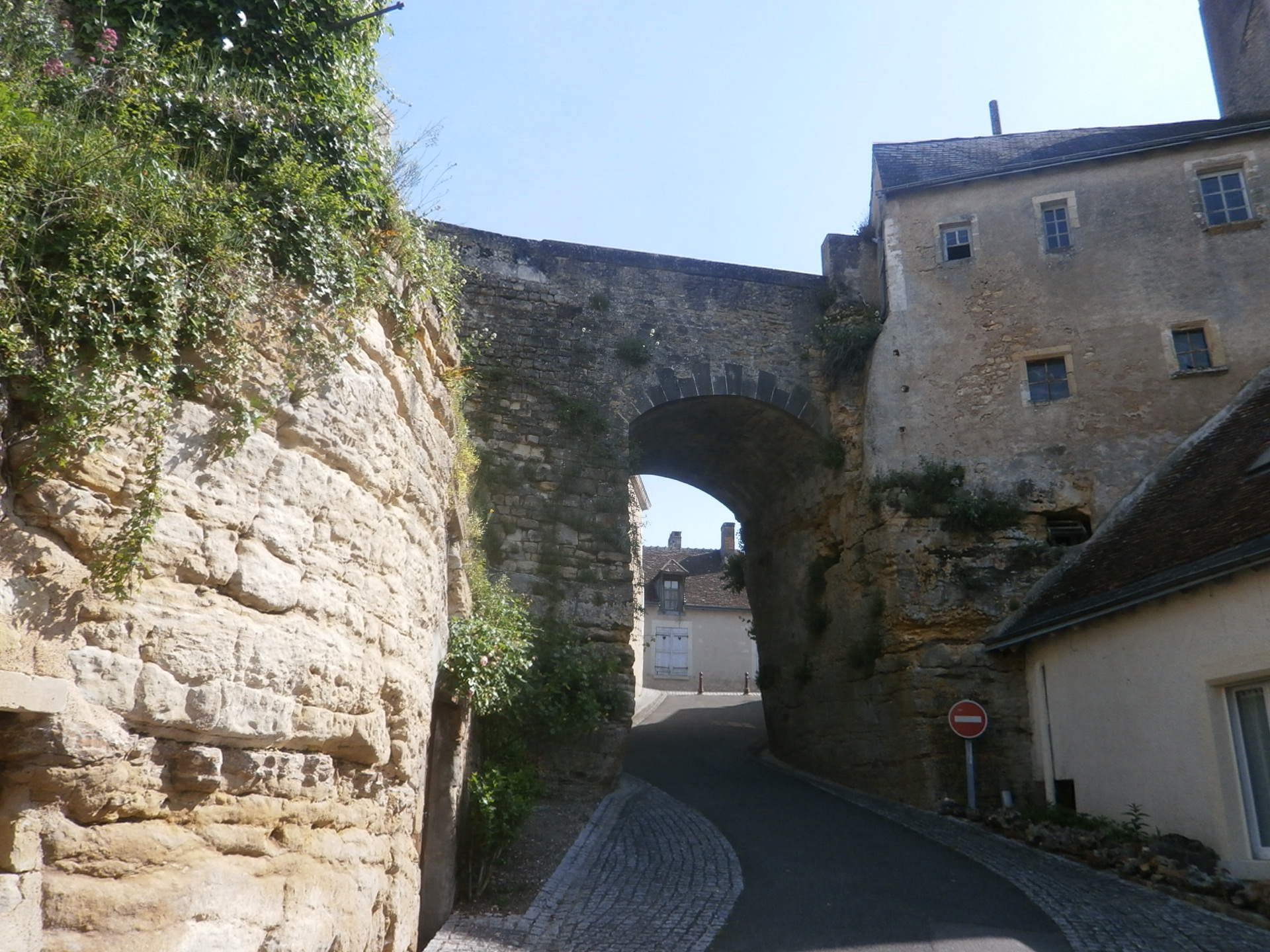
Le pont Bouvet.

Jusqu'au XIXe siècle, époque de son comblement, une douve artificielle, creusée à l'époque médiévale dans le plateau, protégeait au nord le site sur lequel s'élevaient le château et la collégiale. Deux ponts-levis, plus tard remplacés par une rampe pour l'un et par un pont fixe (le pont Bouvet) pour l'autre, permettaient aux châtelains d'accéder directement à la collégiale en franchissant les fossés du château par l'actuelle rue Potocki.

## Historique

### De la fondation auXVIIesiècle

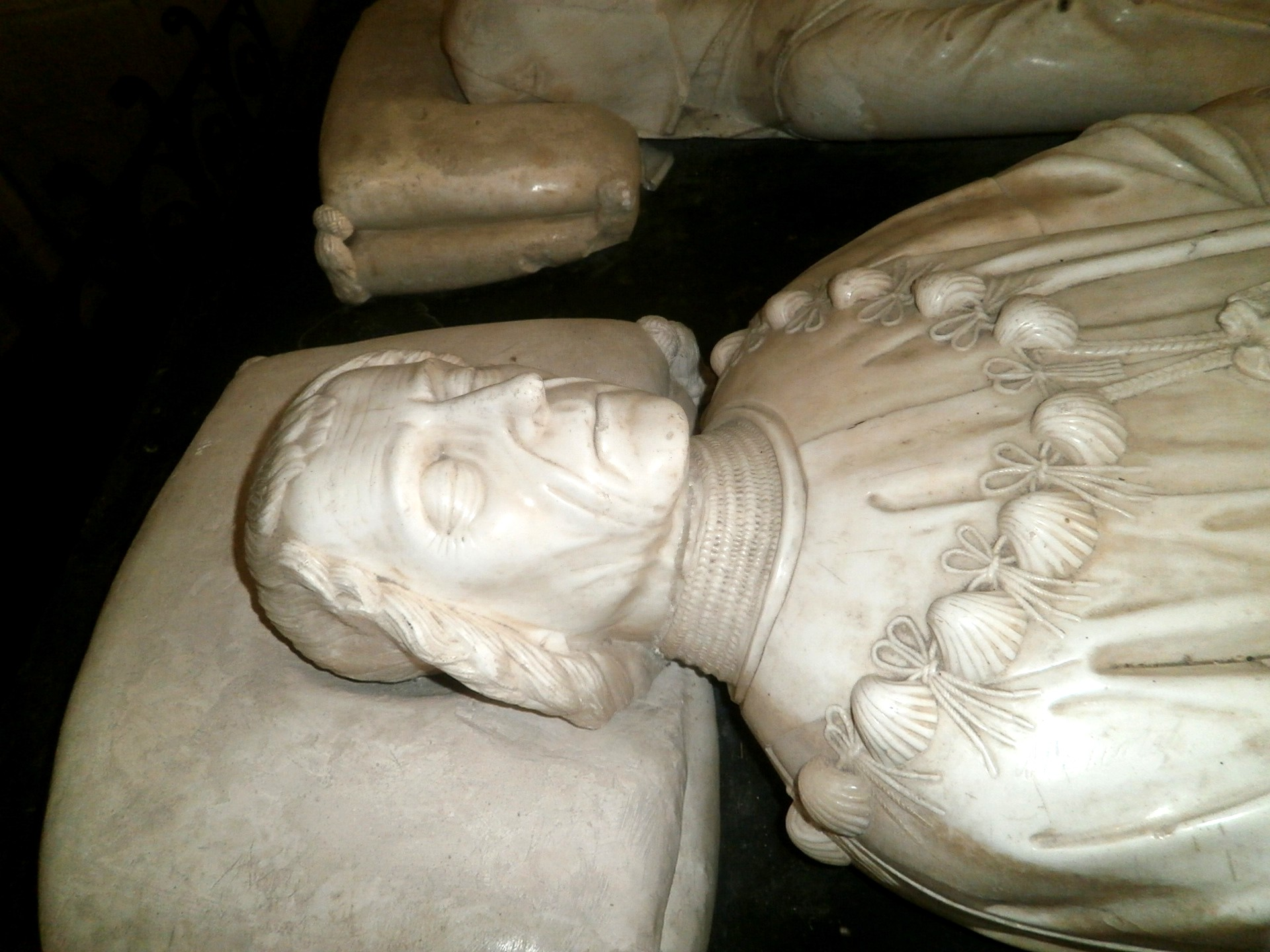
Gisant d'Imbert de Batarnay.

Vers 1520, Imbert de Batarnay, seigneur de Bridoré et de Montrésor, conçoit le projet de fonder une collégiale dans laquelle lui et sa famille seraient inhumés. Son choix se porte tout d'abord sur Bridoré où il possède une forteresse médiévale et le projet avance dès mars 1519 mais, en 1521, pour des raisons inconnues, Imbert de Batarnay change d'avis et décide que la fondation se fera en définitive à Montrésor, non loin de son logis Renaissance, la chapelle castrale du XIIIe siècle semblant sans doute trop exiguë ; la construction commence en mars 1522. Imbert de Batarnay dote la collégiale « d'un collège de cinq chanoines prébendés tenus d'y chanter quotidiennement à notes une grande messe et les heures canoniales, avec deux jeunes enfants instruits à lire et à chanter » ; le nombre des chanoines est rapidement porté à douze.
Imbert de Batarnay meurt en 1523. L'église en cours de construction n'étant pas encore apte à accueillir sa sépulture, il est inhumé dans la chapelle du château avant que son corps ne soit déplacé dans le chœur de la nouvelle collégiale ; la date du transfert de ses cendres n'est pas connue. L'église est consacrée le 10 décembre 1532 par l'archevêque Antoine de Bar après achèvement du gros œuvre mais les travaux ne prennent fin qu'en 1541. Ils reprennent rapidement puisque vers 1550, sous l'impulsion de René de Batarnay, fils d'Imbert, une chapelle est construite contre le côté sud du chœur ; elle est dédiée à Notre-Dame-de-Lorette, en hommage à la Sainte Maison de Lorette, dans la province italienne d'Ancône, dont les pèlerinages sont alors réputés.
Aucune mention ne semble faite de dégâts causés à la collégiale récemment construite du fait des guerres de religion.
Dès 1680, face à la faiblesse des revenus de la collégiale, le nombre des chanoines est réduit à quatre ; à la même époque, en 1683, Isabeau de Savoie, belle-fille d'Imbert de Batarnay, élargit la possibilité d'inhumation dans l'église collégiale à tous les habitants de Montrésor , « à condition que le revenu qui en proviendra sera employé aux réparations de ladite église ». En 1700, la paroisse de Montrésor est créée aux dépens de celle de Beaumont-Village et la collégiale Saint-Jean-Baptiste en devient le lieu de culte paroissial.

### LeXVIIIesiècleet la Révolution française
Vers le milieu du XVIIIe siècle, divers travaux intéressent l'église comme la réparation, par deux fois, du clocher ou la suppression de certains autels.
En 1789, avec la Révolution française, le chapitre de chanoines est dissous et l'église est mise à la disposition de la Nation en application du décret du 2 novembre 1789. Le détail des événements survenus à Montrésor pendant la période révolutionnaire est mal connu, mais en 1793, l'église subit de nombreux dommages : le tombeau des Batarnay est démantelé mais une partie des fragments sont abandonnés sur place, les verrières fortement endommagées et les statues extérieures comme intérieures détruites ou mutilées ; deux des quatre cloches disparaissent. L'église reprend sa fonction paroissiale à la fin de la Révolution ; à compter de ce moment, l'ancienne chapelle Notre-Dame-de-Lorette fait office de sacristie.

### De la grande restauration duXIXesiècleà l'époque contemporaine

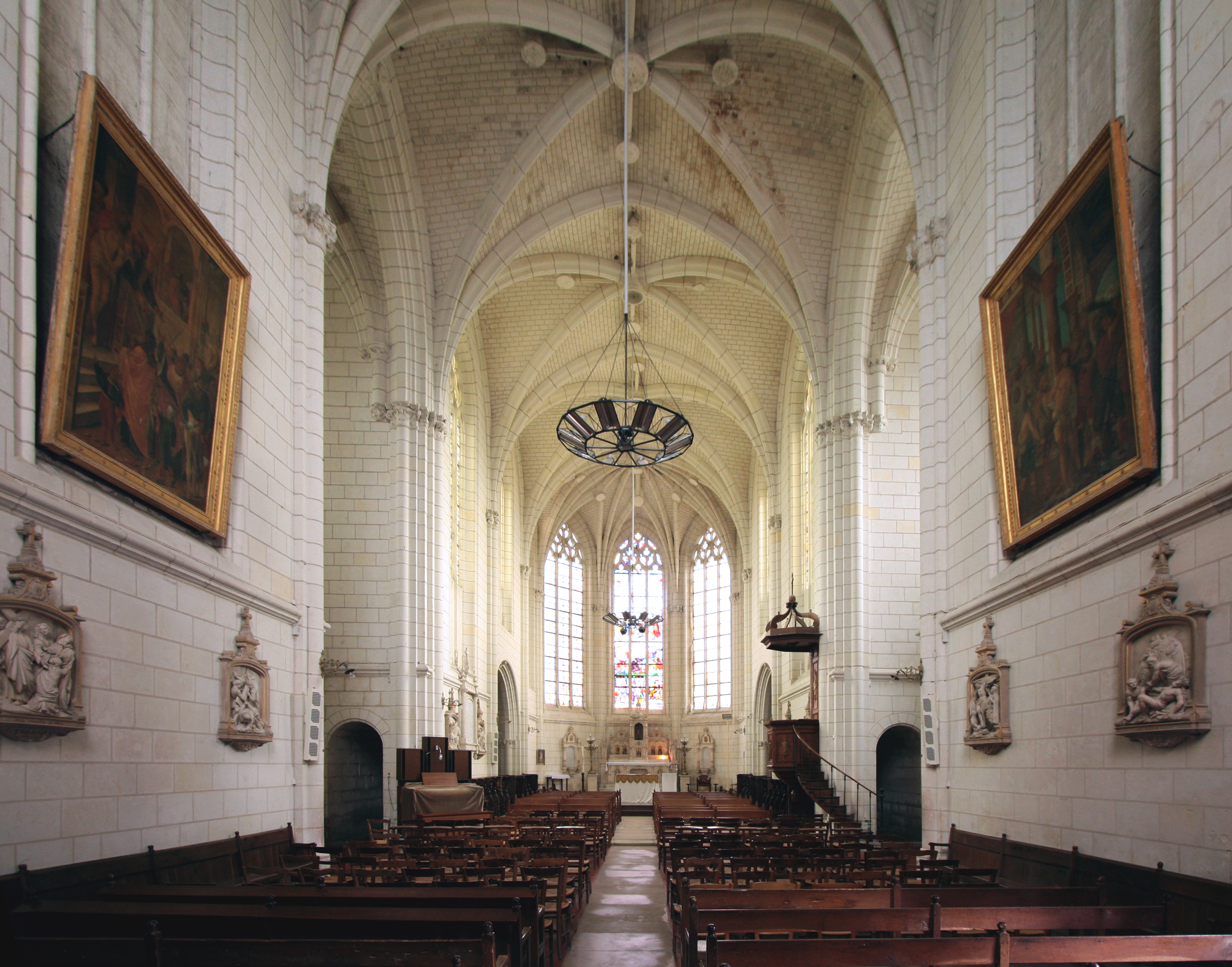
Vue générale intérieure de l'église.

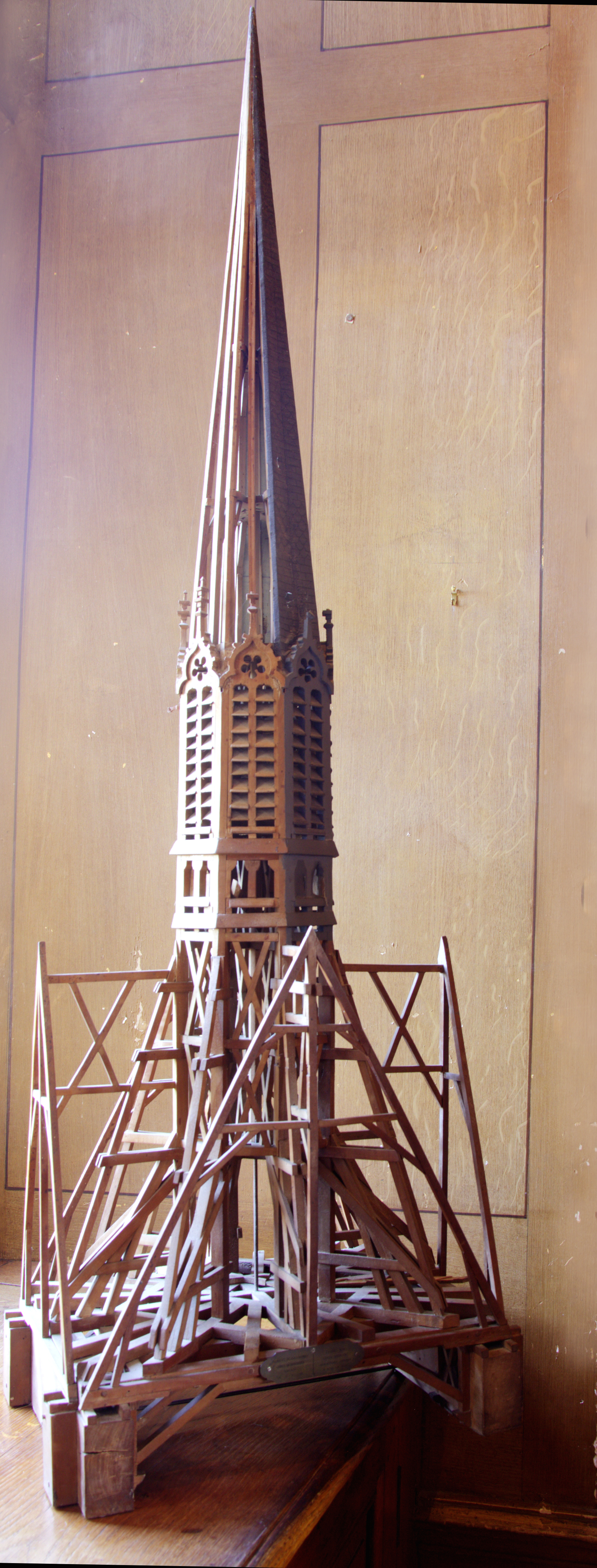
Maquette du clocher restauré.

L'église fait partie des édifices classés par la liste des monuments historiques protégés en 1840 mais, en 1853, le maire de Montrésor écrit au préfet pour s'inquiéter de l'état de délabrement de l'édifice, ; la même année, la société archéologique de Touraine envoie une commission enquêter sur l'état du tombeau des Batarnay démoli mais dont la plupart des éléments, plus ou moins endommagés, sont stockés dans l'église. D'importants travaux, en grande partie financés par le comte Branicki, ont lieu dans le seconde moitié du XIXe siècle. Le clocher, en mauvais état, est démonté en 1861 ; sa reconstruction, temporairement interrompue en 1869 se termine en 1875. L'architecte Roguet en conduit la reconstruction, et une maquette du nouveau clocher est exposée au château de Montrésor. La charpente et la couverture sont refaites en 1867-69. Le tombeau des Batarnay est restauré et remonté dans l'angle nord-ouest de la nef, en 1875, en même temps qu'une fenêtre, jusque-là murée, est ouverte à l'extrémité de la nef, au-dessus du portail pour éclairer le tombeau. La verrière qui la garnit est reconstruite à partir des éléments d'un ancien vitrail détruit en 1793. En 1877, le culte est de nouveau célébré dans la chapelle Notre-Dame-de-Lorette alors qu'une petite sacristie est construite au nord du chœur et, en 1883, le bras méridional du transept est restauré et meublé à partir de la chapelle Saint-Roch, autre édifice cultuel de Montrésor, désaffecté ; c'est désormais le bras sud du transept de l'église qui prend le nom de « chapelle Saint-Roch », la chapelle du bras nord étant dédiée à la Vierge.
La loi de séparation des Églises et de l'État du 9 décembre 1905 confirme l'État dans sa propriété de l'église, mise à sa disposition en 1789. En 1919, le portail est refait ; le trumeau central, en mauvais état, est démonté et entreposé à l'intérieur de l'église.
Un accord intervenu en 2013 entre la municipalité de Montrésor et le diocèse de Tours, permet l'organisation de manifestations culturelles dans l'église.
En 2015, l'église Saint-Jean-Baptiste de Montrésor est l'un des huit lieux de culte de la paroisse de Montrésor, au sein de l'archidiocèse de Tours,.
Quelques dates de l'histoire de l'église de Montrésor.
  Histoire de Montrésor et de la France -    Principales dates dans l'histoire de l'église

## Architecture

Plan schématisé de la collégiale.
(Les verrières ne sont pas représentées.)
construction entre 1522 et 1541
construction vers 1550
construction vers 1870

L'édifice, dans sa configuration initiale avant la construction de la chapelle Notre-Dame-de-Lorette, adopte sensiblement la forme d'une croix de Lorraine, sa branche principale étant constituée par l'alignement du chœur et de la nef, la plus grande des branches transversales étant figurée par le transept et la plus petite par les chapelles latérales au chœur. L'église mesure 34 m de long, 8,70 m de largeur au niveau de la nef et 10 m de hauteur sous voûtes.
Comptant parmi les rares églises de Touraine construites au XVIe siècle, associant architecture gothique et décor Renaissance, l'église a suscité l'admiration de Dorothée de Courlande, duchesse de Dino, qui décrit ainsi son passage à Montrésor le 14 juillet 1837 lors d'un voyage en Touraine et dans le Berry en compagnie de Talleyrand :
« […] Nous nous sommes arrêtés ensuite à Montrésor, pour inspecter une des plus jolies églises de la Renaissance que j'ai vues ; elle est bâtie à côté d'un vieux castel, qui doit son origine au fameux Foulques Nera, le plus grand bâtisseur avant Louis-Philippe. »
— duchesse de Dino, Chronique de 1831 à 1862.

### La façade et la nef

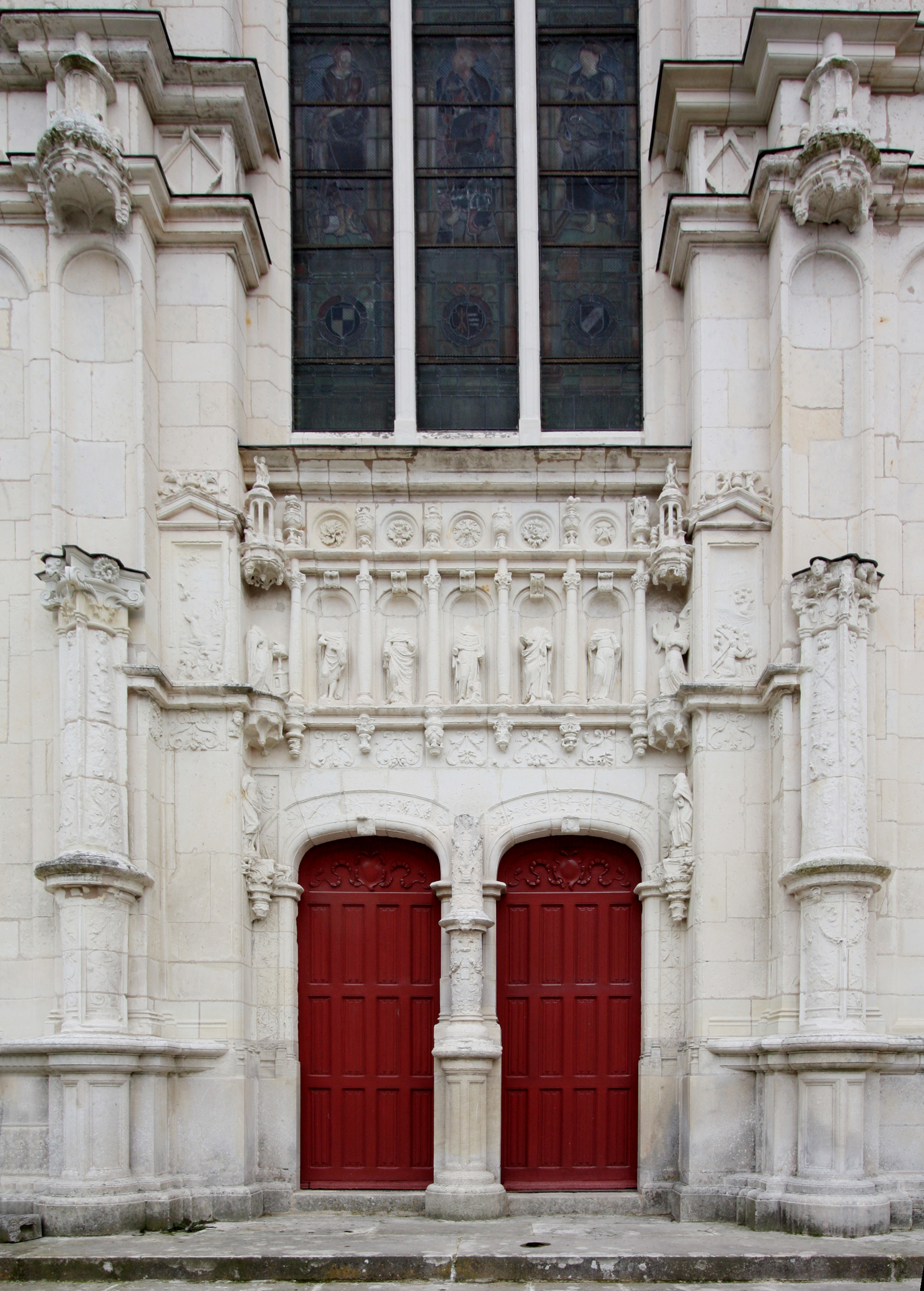
Le portail principal.

| - Décor gothique (Sud). - Décor mixte (abside). - Décor Renaissance (Nord). |

La façade flanquée de deux contreforts obliques s'ouvre par un portail formé de deux portes jumelles en anse de panier et séparées par un trumeau, surmonté d'un tympan de cinq niches à coquille abritant des statues. Un perron de cinq marches permet d'accéder à ce portail. Une verrière ouverte au-dessus du tympan éclaire la nef.
La nef unique, sans collatéraux, est composée de deux travées voûtées en ogive. L'emplacement des quatre verrières prévues pour éclairer la nef est simplement marqué et les arcatures en sont aveugles. Une porte simple, ouverte dans le flanc méridional de la première travée, offre un autre accès à la nef par un escalier de six marches. Une tourelle dont l'escalier est accessible à partir de la nef, à l'angle sud-ouest de l'édifice, donne dans les combles.
Des contreforts massifs renforcent la façade à chacun des angles ainsi que la nef et le chœur entre ses deux travées. Si, du côté sud de la nef, leur style est typique de la fin de l'époque gothique avec un double étage de pinacles et de volutes, au nord, le style Renaissance leur est clairement appliqué, et ils sont décorés de blasons dont beaucoup, martelés à la Révolution, sont difficilement identifiables ; il est même possible d'observer, au niveau du chevet, des contreforts « composites » comportant un étage unique de volutes et pinacles (gothique) surmonté d'un blason (Renaissance).

### Le transept et les chapelles

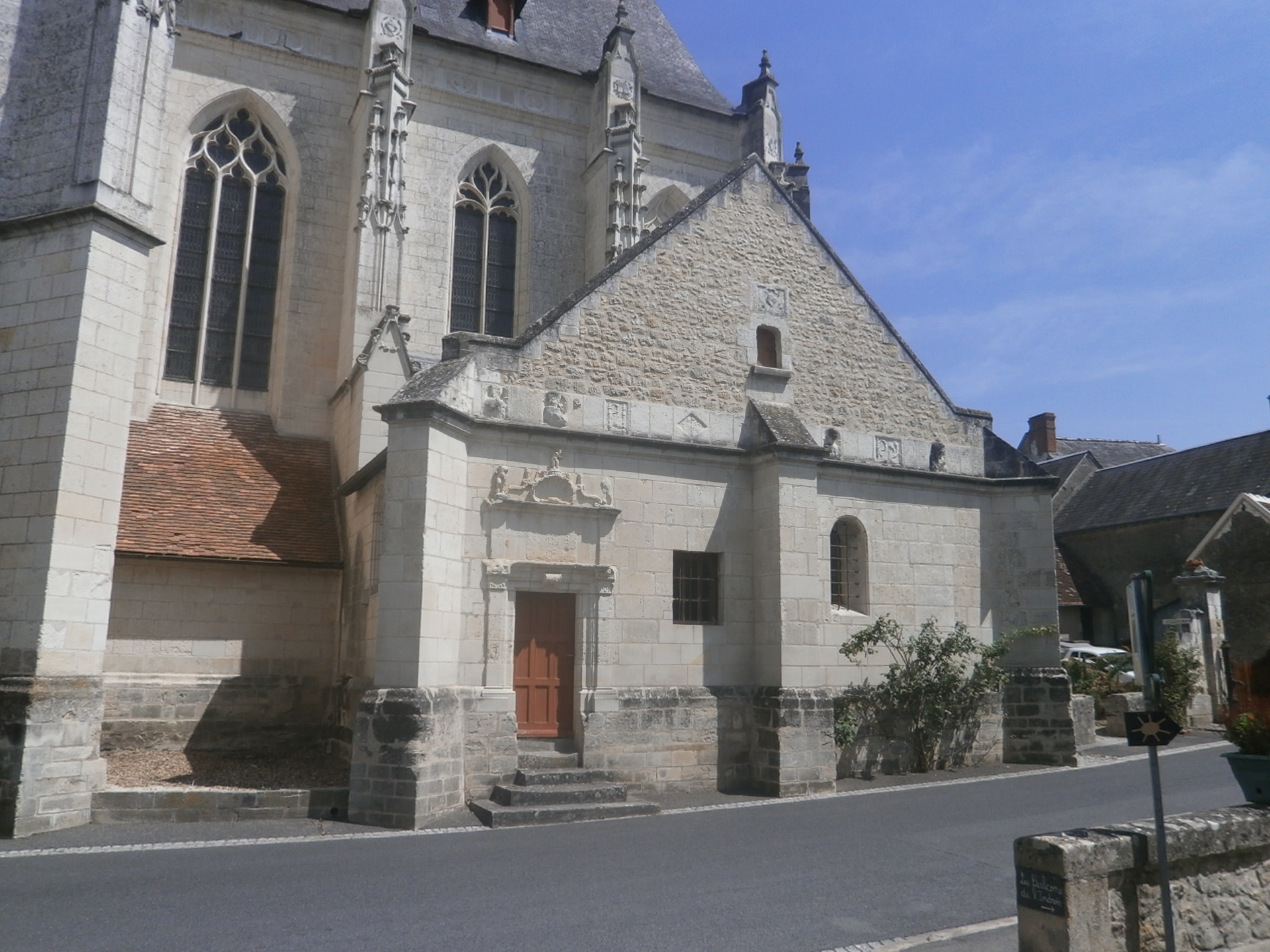
La chapelle Notre-Dame.

Le transept est composé, de part et d'autre de la nef, d'une seule travée dont les angles extérieurs sont épaulés par des contreforts. Son croisillon sud est dédié à saint Roch.
Deux chapelles seigneuriales s'ouvrent dans la dernière travée du chœur ; elles sont reliées au bras du transept correspondant par un couloir parallèle à la nef ; ce dispositif, appelé « passage berrichon », permettait aux châtelains de gagner leurs chapelles sans traverser le chœur et sans perturber le déroulement des offices. Ces deux chapelles ont été, dans un premier temps, couvertes de terrasse pour ne pas obstruer la vue des verrières qui les surplombent dans le chœur ; ce n'est qu'ensuite qu'elles furent voûtées, probablement en même temps que la chapelle Notre-Dame-de-Lorette était construite.
La chapelle Notre-Dame-de-Lorette, utilisée comme sacristie après rétablissement du culte, mesure 9 × 4 m et ses angles extérieurs sont pourvus de contreforts. Elle est accessible par une porte Renaissance pratiquée au fond de la chapelle seigneuriale sud.

### Le chœur
Le chœur est composé de deux travées et les chapelles latérales s'ouvrent dans la seconde. Il se termine par une abside à cinq pans, épaulée par quatre contreforts plaqués. Cette abside était à l'origine éclairée par cinq verrières (une par pan) mais les deux extrêmes ont été condamnées. Une dalle, au sol, au centre du chœur, marque l'emplacement du caveau de la famille Batarnay, surmonté, jusqu'à la Révolution, par le mausolée ; ce caveau renfermait alors les corps d'Imbert de Batarnay et d'autres membres de sa famille, dont Anne de Joyeuse.
Il est probable qu'un jubé, disparu à une date inconnue, assurait la séparation « physique » entre le transept et le chœur.

### Les voûtes, la toiture et le clocher

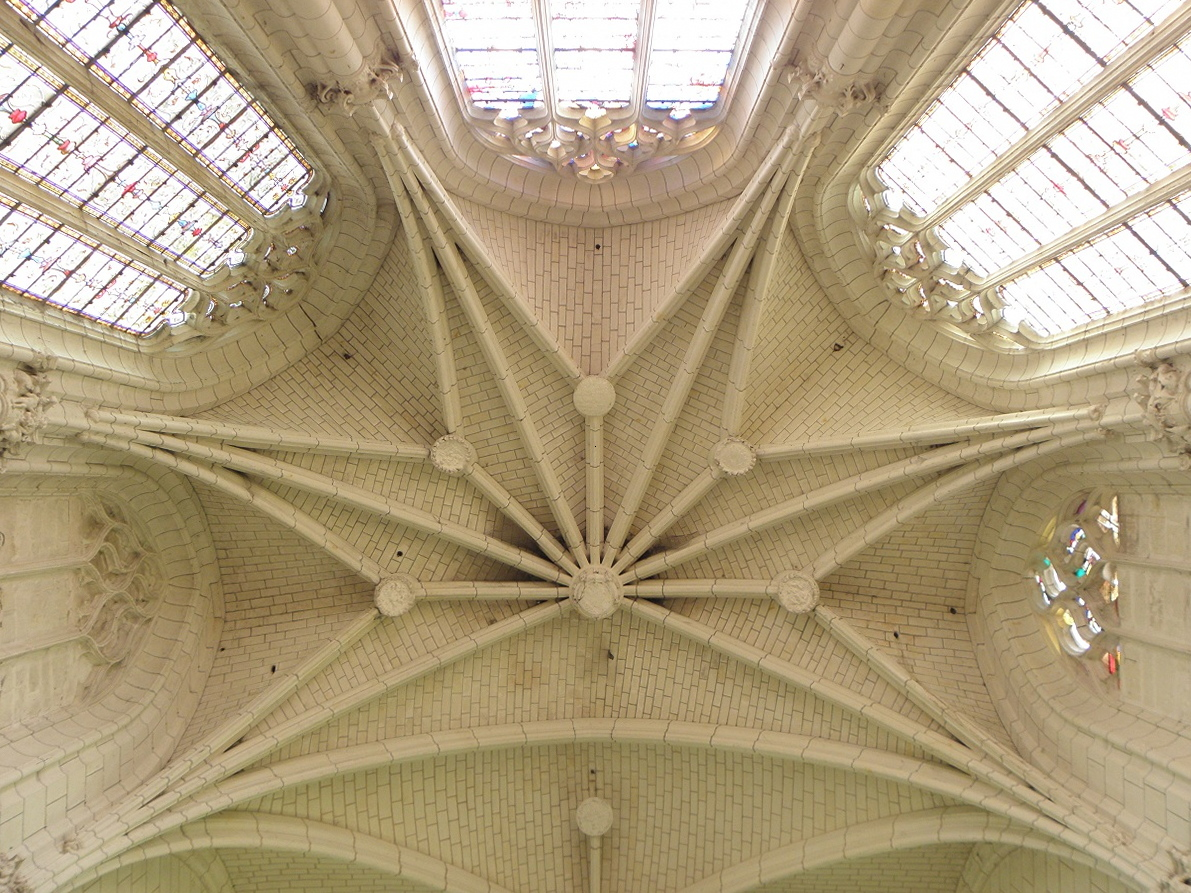
Les voûtes de l'abside.

Les voûtes des croisillons et de l'abside sont établies sur croisées d'ogives avec liernes et tiercerons ; celles de la nef du chœur ne comportent que des demi-liernes interrompues par des médaillons, trahissant l'évolution du style de décor ; enfin celles des chapelles sont couvertes de berceaux en plein cintre à caissons, dont plusieurs sont décorés de bas-reliefs, et celles des couloirs latéraux de berceaux simples. Toutes les clés de voûtes sont décorées d'un blason aux armes des Batarnay.
L'église est couverte en ardoise et, sur chacun des deux pans du toit, deux lucarnes ajoutées au XIXe siècle permettent d'assurer la ventilation des combles. Un clocher d'ardoise sur charpente en bois surplombe la croisée du transept alors qu'un lanternon hexagonal terminé par un dôme également couvert d'ardoise est installé au faîte de la toiture du croisillon sud du transept.

## Décor et mobilier

### Le décor extérieur

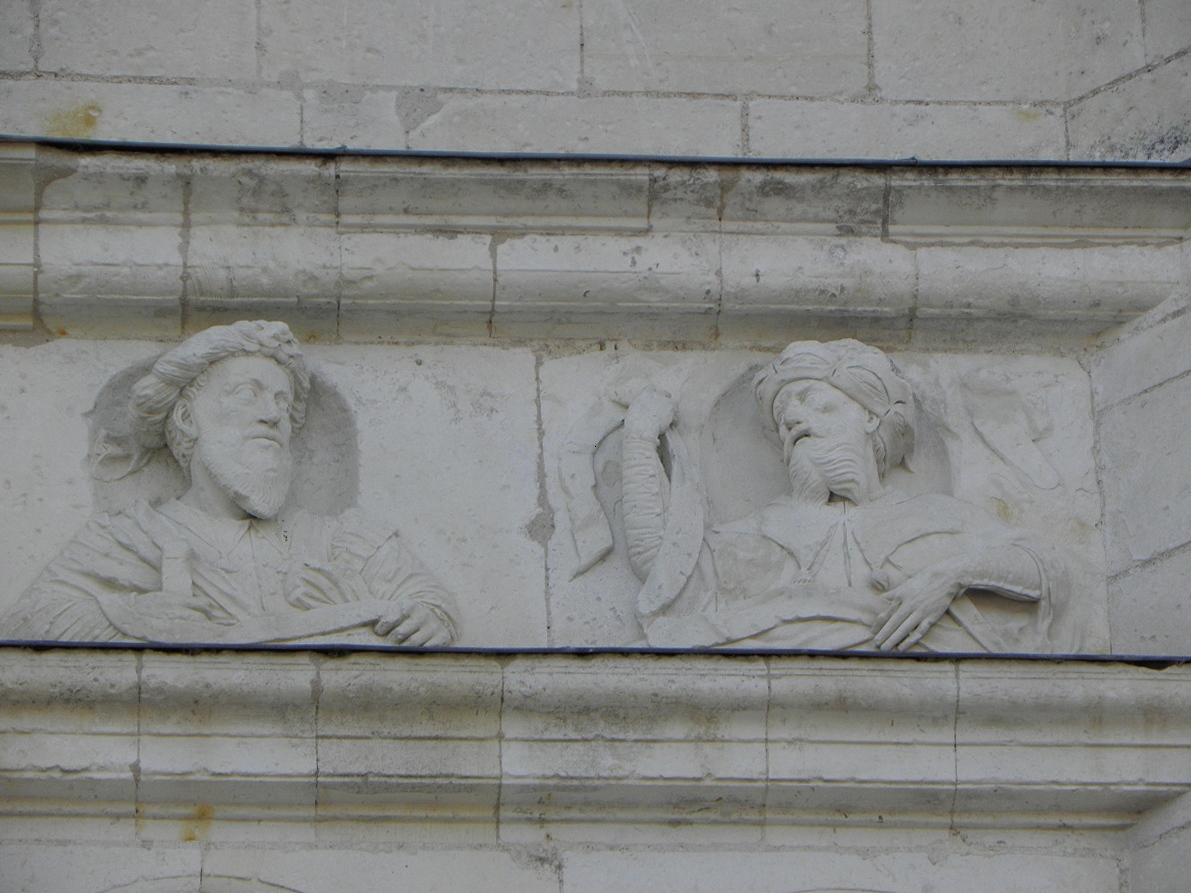
La frise décorée extérieure.

Une frise court en partie haute des murs tout autour de l'église. Elle est décorée de médaillons portant soit des têtes historiques, soit des armoiries ; ces motifs ont été recopiés pour la décoration de certains éléments intérieurs.
Trois niches vides de leurs statues prennent place au-dessus de la porte latérale. Cet ensemble est surmonté d'un tympan gravé représentant des scènes de la vie de Jésus. Trois niches, vides de leurs statues, surmontent la porte.
Le tympan surmontant le portail principal est pourvu de niches séparées par des colonnettes et abritant des statues, pour la plupart décapitées ou mutilées à la Révolution, mais dans lesquelles des personnages de la Bible (apôtres, évangélistes…) sont malgré tout reconnaissables.
Les sculptures et le décor extérieurs semblent avoir été exécutés entre 1530 car les armes conjointes de René de Batarnay et d'Isabeau de Savoie se retrouvent dans ces décors et 1530 est la date probable de leur mariage, et 1541 puisque cette date est mentionnée dans deux inscriptions sur l'ancien trumeau du portail principal,.
La diversité des thèmes des sculptures et leur répartition apparemment aléatoire dans le décor extérieur de l'église suggère qu'aucun plan n'était clairement défini pour la décoration et, qu'au contraire, les artistes ont laissé une grande part à leur inspiration du moment.

### Le tombeau des Batarnay
Le tombeau des Batarnay qui était situé au milieu du chœur, a été démoli en 1793, mais de nombreux fragments en ont été récupérés et cachés dans le caveau que surmontait le monument. L'entrée de ce caveau est fortuitement mise au jour à la faveur de travaux sous la Seconde Restauration et les fragments du tombeau entassés dans les chapelles et le transept. Une commission de membres de la société archéologique de Touraine se rend sur place en 1853 pour évaluer la faisabilité d'une restauration du tombeau. De manière provisoire, les gisants ont été replacés sur une planche horizontale reposant sur des parpaings et les statues préservées ont été remises à leur emplacement initial ; toutefois, cette restauration provisoire se heurtant à l'opposition de la commission des monuments historiques, l'ensemble est démonté et les vestiges du tombeau remis à l'abri ; un autre projet, un peu plus tard, subit le même sort,. Ce n'est qu'en 1875 que sous l'impulsion de la comtesse Branicka, le tombeau peut être restauré par l'architecte Roguet et le sculpteur Breuil, comme en témoigne une inscription sur le monument. Cependant, au lieu de prendre place, comme auparavant, au milieu du chœur, il est installé dans la nef, à gauche du portail principal, pour que la célébration des offices soit facilitée. En outre, faute de description du tombeau dans sa configuration originale, il est impossible de savoir s'il a été restauré à l'identique.
| - Vue générale. - Détail des gisants. |

Le massif du monument, sur plan carré de 2,3 m de côté, mesure 1,05 m de haut. Le soubassement du tombeau est creusé de niches soulignées par des colonnettes et des arcs. Ces niches sur fond de marbre noir abritaient, avant la Révolution, des statuettes en albâtre représentant les Douze Apôtres et les Quatre Évangélistes ; seules douze d'entre elles ont pu être remises en place, après restauration à la suite des mutilations de la Révolution (décapitation, bien souvent) et quatre sont manquantes ; le côté nord du tombeau, qui regarde le mur de la nef, en est totalement dépourvu. Sur une épaisse dalle d'ardoise sont déposés trois gisants en marbre blanc : au centre, Georgette de Montchenu, morte et inhumée à Blois en 1511, dont les pieds reposent sur deux griffons ; à sa droite, son mari Imbert de Batarnay, mort en 1523, dont les armes sont soutenues par deux lions et à sa gauche leur fils François de Batarnay, mort en 1513 dans des combats en Picardie, dont les pieds s'appuient sur un lévrier. Quatre anges agenouillés portant les armoiries des familles de Batarnay (Écartelé d'or et d'azur) et de Montchenu (De gueules à la bande engrêlée d'argent) ornent les quatre coins du mausolée. La finesse et la précision des traits des gisants suggère qu'ils ont peut-être été réalisés d'après des moulages effectués sur les corps.
Anne de Joyeuse, descendant des Batarnay et son frère Claude, tués à la bataille de Coutras reposent également dans la collégiale.
Si l'exécution des gisants a pu être attribuée à l'atelier de Michel Colombe et de ses successeurs comme Guillaume Regnault, ou à Martin Claustre, les statuettes du soubassement sont plus probablement l'œuvre de l'école italienne.

### Les verrières
| - Verrière de la façade. - Verrière centrale de l'abside. - Vitrail de la grande sacristie. |

Lors de la construction de l'église, dix-huit baies étaient prévues. Seules quatre d'entre elles sont totalement ouvertes, une en façade et trois dans l'abside, six autres ne sont ouvertes qu'en partie haute, les huit dernières n'ayant jamais été percées ou ayant été murées ultérieurement, peut-être pour des raisons de solidité de l'édifice. La fenêtre centrale du chœur est décorée d'une belle verrière du XVIe siècle représentant la Passion et la Crucifixion ; c'est ainsi que la nef n'est éclairée que par une seule baie, en façade. La verrière située au-dessus du portail d'entrée est partiellement reconstituée à partir de fragments d'un vitrail de l'église initialement placé dans le chœur et datant également du XVIe siècle, détruit en 1793 ; elle représente saint Pierre, saint Jean-Baptiste et saint Jean l'Évangéliste. Ces vitraux peuvent être attribués, de par leur style, à l'atelier du maître-verrier tourangeau Robert Pinaigrier ; la restauration du vitrail de façade est l'œuvre d'Eugène Oudinot. Les autres verrières sont garnies de verre blanc ou au décor simple, qui ont remplacé vers 1842 les vitraux trop endommagés.
La chapelle Notre-Dame-de-Lorette (grande sacristie) prend jour à l'extérieur par une ouverture sur son côté ouest. Cette ouverture est munie d'un vitrail du XVe siècle, provenant probablement de l'ancienne chapelle castrale détruite en 1845.

### Les tableaux et statues intérieures

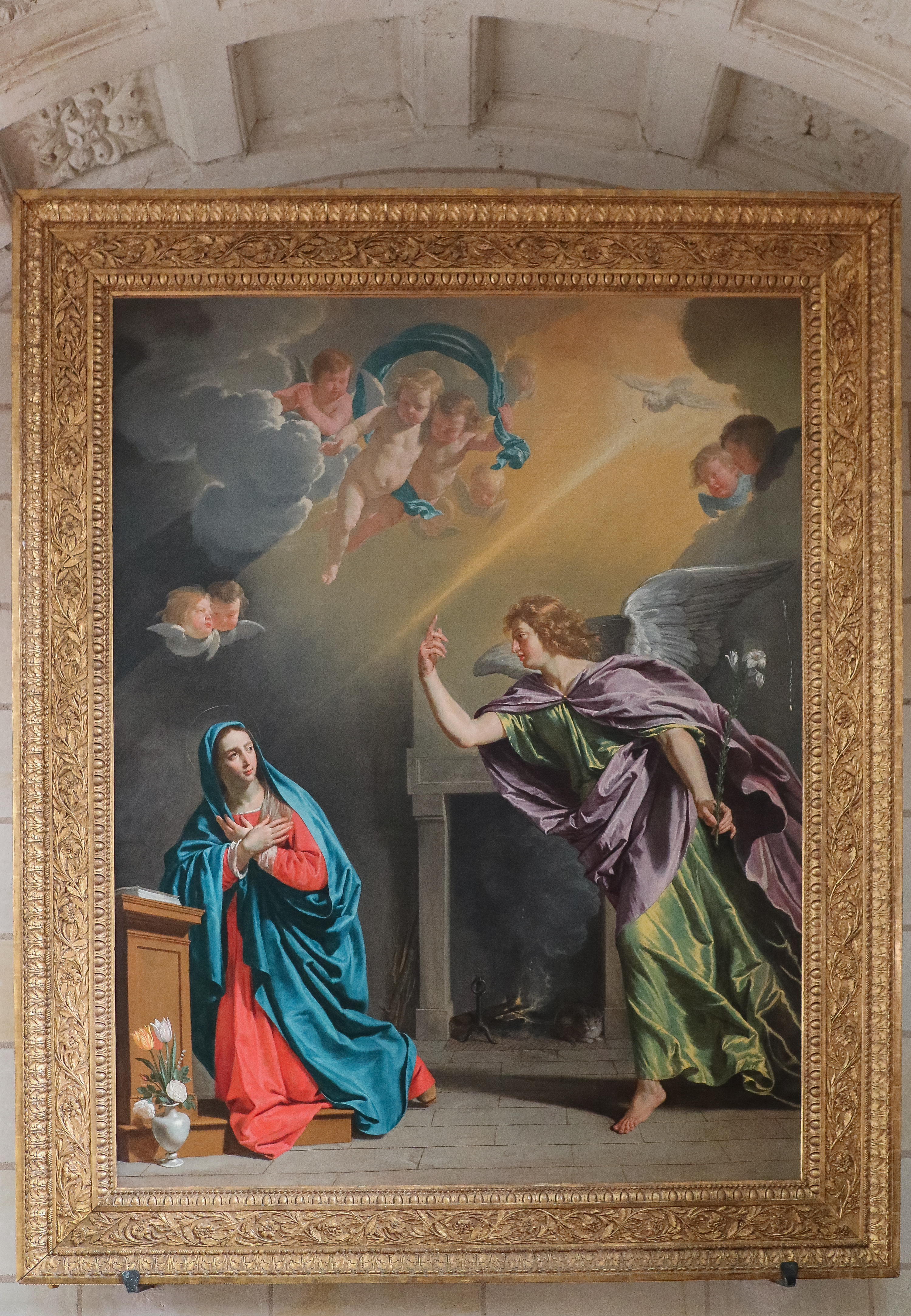
LAnnonciation.

Dans la chapelle nord est exposé un tableau de 1636 attribué à Philippe de Champaigne représentant l'Annonciation,, don du comte Branicki ; ce tableau a fait l'objet d'une restauration en 2002. Le cardinal Joseph Fesch, grand collectionneur, avait amassé plusieurs milliers de tableaux. Après sa mort, entre 1841 et 1845, sa collection est dispersée et Xavier Branicki en rachète une partie. Il fait don de quatre de ces tableaux, de l'école italienne du XVIe siècle à l'église de Montrésor dans la nef de laquelle ils sont exposés. Ces quatre tableaux, représentant des scènes de la Passion du Christ : Ecce homo, Flagellation, Mise au tombeau, Résurrection, sont attribuables à Marcello Fogolino qui a pu s'inspirer pour ces œuvres, comme pour d'autres, des peintures d'Albrecht Dürer,.
Le long des murs de la nef et du chœur, quatorze bas-reliefs en pierre représentent les stations du chemin de croix.
Le croisillon sud abrite une statue en terre cuite représentant saint Roch identifiable grâce au chien qui l'accompagne (à la Révolution, l'animal a été décapité et saint Roch a perdu un bras et une jambe). Cette statue provient de la chapelle Saint-Roch, située à Montrésor ; la chapelle a été désaffectée à la Révolution mais la statue y est demeurée jusqu'aux années 1980, d'abord à l'intérieur, puis dans une niche extérieure à la façade. Sur le mur opposé du croisillon du transept est accrochée une toile de la fin du XVIIe siècle, dont l'auteur est inconnu, et qui représente saint Blaise,. Dans la sacristie, une statue en bois de Notre-Dame de Lorette du XVIe siècle subsiste au-dessus d'un autel, rappelant que ce lieu était autrefois une chapelle dédiée à cette sainte. Entre le grand portail et la verrière qui le surplombe, une niche abrite une statue de Catherine d'Alexandrie. Enfin, une statue du Christ en bronze doré ciselé, du XIIe siècle, est exposée dans le chœur.

### Les autres mobiliers
| - Vue générale. - Détail du décor. - Relique de Jean-Paul II. |

Les stalles du XVIe siècle, dans lesquelles prenaient place les chanoines du chapitre pendant les offices, sont installées des deux côtés du chœur, de part et d'autre des chapelles seigneuriales ; elles offrent 21 places. Elles sont décorées de médaillons reprenant pour la plupart les motifs de la frise extérieure de l'église et pourvues de miséricorde permettant aux chanoines de prendre appui sur elles pendant la partie des offices où ils sont debout.
Avant la Révolution quatre cloches étaient installées dans le clocher de l'église. Deux d'entre elles ont disparu, refondues en 1793. La plus imposante des deux cloches restantes, fondue en 1599, pèse 635 kg ; la seconde, fabriquée en 1583, pèse 232 kg.
Outre la statue de saint Roch, le croisillon sud du transept abrite divers mobiliers provenant de la même chapelle, comme un autel ou un retable,.
Une croix d'autel en cristal de roche, provenant peut-être du château de Versailles ainsi qu'un buste portant un médaillon évidé permettant d'y enchâsser des reliques font également partie des objets protégés au titre des monuments historiques.
L'une des quatre calottes que le pape Jean-Paul II a données au cours de son pontificat fut offerte à un séminariste de Montrésor. La famille de ce dernier l'a mise à disposition de la paroisse qui l'expose dans une châsse dans l'église de Montrésor.

### Inscriptions murales et graffitis
| - « Chronique » (transept). - Graffiti (couloir). |

Les parois des couloirs reliant les croisillons du transept aux chapelles seigneuriales sont presque entièrement recouvertes de graffitis gravés dans la pierre, la plupart étant des ex voto ou de simples témoignages du passage d'un visiteur. Sur les parois des croisillons du transept, les inscriptions sont plus rares, relatant plutôt des évènements marquants de l'histoire de l'église. C'est ainsi qu'il est mentionné que 

« LE 20 DE IVILLE [JUILLET]
 16.60. [1660] LE. TONN RRE [TONNERRE]. TOMBA. SVR. LE
CLOCHIER »